# Diogo Vaz (São Tomé)
Diogo Vaz é uma aldeia de São Tomé e Príncipe, localiza-se no Distrito de Lembá, ilha de São Tomé, próxima às localidades de Mulundo e de Arribana.